# 拉布 (香港)
拉布（英語：Filibuster）或拉布戰術，是西方議會政治的專業術語，指在議會故意發表冗長演說、提出過多修正案以拖延議案表決或者癱瘓會議。拉布是議會上使用的一種策略，運用者通過以冗長發言的「拉布」手段阻止政府提案的通過。
拉布在香港的歷史可追溯到1990年代，建制派立法會議員為了解散民選的市政局和區域市政局，利用議事規則進行香港史上第一次的「拉布」。2012年5月，民主派政黨人民力量策動拉布攻防戰，堪稱香港歷史耗時最長的冗長辯論。

## 歷史

### 董建華時期

#### 1999年殺局
1999年12月1日，當時立法會正二讀審議《提供市政服務（重組）條例草案》，其目標為解散有民選成分的市政局及區域市政局（俗稱「殺局」）。會議廳內支持政府殺局的建制派議員不足以通過草案，而所有政黨代表都已經發言。建制派議員連同政制及內地事務局局長孫明揚發起拉布，民建聯的譚耀宗和曾鈺成隨即接著發言，引來民主派議員反駁，其他建制派議員也陸續加入發言，使會議拖延到晚上十時休會。
翌日復會表決草案時，政府獲得足夠票數通過二讀，把市政局和區域市政局解散。雖然泛民主派譴責拉布，民建聯議員劉江華為行動辯護：「打『拉布戰』的人，便是想等有一兩個人捱不下去而離開，那便成功了。這與今天有些人想速戰速決，在策略上有什麼不同呢？反過來說，如果有些人想拖延，等待兩個人回來，那為了等人回來而打『拉布戰』，那又有什麼不同呢？這完全是一個策略的問題。在一個議會來說，這是完全可以接受的。」 
另外，特區政府和議員合共就是次條例提出了約160項修正案，在當年的立法會並不常見。

### 曾蔭權時期

#### 2010年反對高鐵撥款事件
2010年1月香港高鐵爭議，由立法會財務委員會討論撥款事宜，民主派議員採取拉布阻攔議案通過，使撥款拖延兩個多月。原定2009年底前表決，延至2010年1月16日，在同屬泛民陣營，民主黨藉財委會主席劉慧卿主持會議表決後通過。

#### 2012年立法會遞補機制爭議
2012年5月，立法會發生拉布攻防戰，為香港歷史上有紀錄而來耗時最長的冗長辯論。事源人民力量黃毓民和陳偉業於議案《2012年立法會（修訂）條例草案》中，聯合提交厚達2,464頁、共1,306項修訂，意圖拖延《立法會議席出缺安排議案》的表決，而社民連梁國雄亦有參與這次拉布事件。發動冗長辯論的立法會議員频繁要求点算法定人数，并且造成多次流会。提出数以千百计的修正案、發動冗長辯論的立法會議員輪流接力，使到冗長辯論耗時3週仍然未有結果。5月17日，立法會主席曾鈺成引用《議事規則》第92條終止辯論（香港粵語通稱剪布），立即進行逐項表決，結束歷時100小時23分鐘的冗長辯論。

### 梁振英時期
第四任行政長官梁振英當選後及在位時，拉布開始流行。他在2012年3月25日當選香港行政長官後，民主派立法會議員——尤其社民連及人民力量——開始以拉布作為對抗梁振英政府的政治手段。

#### 2012年
法案通过后，民主派議員就新任行政長官梁振英所提出的五司十四局改组議案，在排列该議案前的所有法案發動冗長辯論，包括反复要求点算法定人数及制造流会等。於是特區政府提出修改會議議程，将該议案排在其他民生法案之前以获得优先处理。惟修改議程的议案遭到否决，其后香港政府撤回議案。为了避免特區政府再度提出該項议案，民主派议员继续就所有法案發動冗長辯論，直至該届立法会会期结束前才通过所有积压的法案和议案。
2012年10月19日，民建联叶国谦在立法會财务委员会上提出修改会议程序的议案，目的是对议员提出议案的数目和预告期进行规限，建議引起民主派强烈反对。在此议题的后续会议上，民主派合共提出逾190萬项修正案，在秘书处完成有关工作前，立法會财委会不再讨论有关事项，其後因議事規則未有修改而擱置。
2012年10月26日至12月7日，在立法會財務委員會審議長者生活津貼時，社民連梁國雄發表冗長辯論，要求撤銷對長者生活津貼申請者的資產審查規定，經過幾次會議仍然未能夠就議案表決，使到審議陷於膠着狀態；立法會財務委員會合共就此開會7次、歷時30小時，涉及約600項動議，尚有113項動議未處理。至12月7日，特區政府突然以今個財政年度無法派錢為理由，大幅度地修改撥款文件至只申請撥款2,300萬港元予社會福利署開設用於處理長者生活津貼之職位，最終以24票贊成、3票反對和3票棄權通過方案。特區政府事後表示加設職位方案等同通過長者生活津貼方案，特區政府此舉惹來民主派指責其做法無恥。梁國雄於會後批評自由黨藉財務委員會主席張宇人令立法會淪為橡皮圖章，表明於下年度討論《2013年至2014年度香港政府財政預算案》時再次發動冗長辯論。工黨李卓人及公民黨黨魁梁家傑亦批評其做法不光彩，自由黨田北俊則批評張宇人做法損害行政立法關係。梁國雄之後在歷年預算案二讀皆進行冗長辯論。

#### 2013年
2013年4月24日起，社民連梁國雄與人民力量合共4位立法會議員再次發動拉布攻防戰，提交710項修正案，目的是拖延審議《2013年撥款條例草案》，令到《2013年至2014年度香港政府財政預算案》的表決無限期拖延，從而逼令特區政府就全民退休保障展開諮詢時間表以及「向每位成年市民派發一萬港元現金」。這是財政預算案審議過程中首次出現拉布，立法會主席曾鈺成將修正案合併為148項辯論，不過冗長辯論前後仍歷時接近3週。期間，4位議員多次要求點算法定人數，其中一次因為出席人數不足流會。最終，曾鈺成於翌月13日宣布終止辯論安排，表示此為履行《基本法》第73條中規定立法會審核及通過《財政預算案》的職能，因而決定引用《基本法》第72條第1款賦予立法會主席主持會議的權力，以及就《議事規則》第92條內就完成條例草案餘下的程序定出時間表，宣布立法會議員必須於翌日下午終止辯論及就710份修正案表決，結束歷時11日、為時約70小時的冗長辯論。立法會隨即就《2013年至2014年度香港政府財政預算案》710項修訂表決，黃毓民指控曾鈺成閹割立法會權力及立法會議員的言論自由，不排除會將冗長辯論擴散和升級，揚言將會「日日拉布」。《2013年撥款條例草案》最後於5月21日完成三讀，以38票支持、16票反對及1票棄權下通過，比2012年遲了接近兩個月。
2013年4月，香港政府向2013年蘆山地震捐款一亿港元的捐款拨款亦被立法會议员轮候发言而拖延10日，后来由政务司司长林郑月娥亲自致電梁国雄说服他们终止拉布。

#### 2014年
2014年，立法會财务委员会及其轄下的工务小组委员会和人事编制小組委员会再度出现冗長辯論，目的是阻止某项拨款或阻止小组委员会向财委会提出拨款建议。
2014年6月4日，《2014年財政預算案》以36票贊成，3票反對，1票棄權，三讀通過，合共131小時的「拉布戰」終於結束，1,192項修正案全遭否決。

#### 2015年
2015年4月15日至16日，立法會一連兩日討論《2015年至2016年度香港政府財政預算案》，於同月22日開始進行二讀表決及審議由立法會議員所提出的修訂。立法會秘書處表示，在截止前合共收到3,904項修訂，全部來自民主派，其中96%來自社會民主連線和人民力量。同月20日，立法會主席曾鈺成一改以往在拉布攻防戰中段後期才出手的做法，搶先採取終止辯論措施，裁定當中由梁國雄所提出逾3,000項修正案無效，令預算案修訂總數大幅度刪減至618項。曾鈺成作出裁決後解釋，參照過去兩年梁國雄就預算案提出修訂的經驗，認為梁國雄今次提出的大部分「配對式」及「序列式」修訂，根本未能夠引起討論，唯一作用是延長會議時間，故此引用《議事規則》第57條，裁定有關修訂屬「瑣屑無聊」而不能夠提出，惟其提出的另外63項修訂則獲准繼續提出。他否認為了保住香港政治制度改革表決而收緊裁決準則，強調議會運作不斷變化，自己作為立法會主席有責任確保議會運作暢順，期望立法會可以於6月回復正常運作。曾鈺成在立法會會見記者期間，梁國雄強行站在他發言位置的旁邊，搶奪發言權利，當面批評曾鈺成的裁決「無邏輯、無廉恥」，認為若然他提出的「配對式」修訂有問題，理應只否決一部分，而非全部修訂，質疑曾鈺成終止辯論全為配合特區政府盡快通過財政預算案及為香港政治制度改革如期表決鋪路。曾鈺成其後分批會見各黨派解釋其裁定；人民力量陳偉業和陳志全於會面後表示強烈不滿，要求之前表明不參與今次冗長辯論的其他民主派立法會議員於明日起的《2015年至2016年度香港政府財政預算案》審議階段「暢所欲言」，配合冗長辯論。飯盒會召集人梁家傑則推說，需要先研究曾鈺成之裁決，稍後將會商討對策。多名建制派立法會議員力撐曾鈺成決定，工聯會王國興更認為「剪得唔夠」，促請曾鈺成在審議期間再次「出剪」，以減少浪費公帑。最終立法會於5月28日以37票贊成、14票反對，三讀通過預算案，結束6周以來的拉布。

#### 2016年
2015年12月，泛民就《2014年版權（修訂）條例草案》發動拉布，透過逾百次點算人數拖延審議，亦曾經動議中止待續、休會及成立專責委員會，希望特區政府讓步。結果立法會會議多次在人數不足下「流會」，草案至2016年2月底仍未完成審議，商務及經濟發展局局長蘇錦樑於2月25日宣布，如果立法會於3月初仍未通過草案，特區政府將「就此作罷」。最終政府提出休會待續，結束議案辯論。
2016年4月，立法會討論《2016年至2017年度香港政府財政預算案》，社民連和人民力量再提出大量修訂，曾鈺成把預算案修訂總數大幅度刪減至407項，更把表決日期定為2016年5月11日。其後社會民主連線和人民力量為表不滿，通過多次點算法定人數導致多次流會，最終預算案修正案如期表決，並全數被否決，預算案在5月12日以49票贊成，18票反對獲得通過。
2016年6月及7月，醫學界就具爭議性的《2016年醫生註冊(修訂)條例草案》提出不滿，強烈反對增加業外成員加入醫務委員會，因為這會導致政府加強操控醫委會，並且不會加快個案進度。所以醫學界梁家騮代表業界利益，就此條例草案進行拉布抗爭。當中6月29日的會議更因為梁家騮多次提出點算法定人數而流會收場。其後，梁家騮先後提出中止待續、交予專責委員會和休會辯論，結果在7月15日（第五屆立法會最後一天）均未能就條例三讀表決，在休會辯論階段中止會議。

### 林鄭月娥時期
第五任行政長官林鄭月娥在位時，拉布已成常態。有鑑於此，建制派於2017年提出修改立法會的《議事規則》，並於同年12月15日傍晚在一片爭議聲中通過。該修訂減少了民主派議員的拉布機會，立法會主席則擁有更大權力。

## 影響
因為冗長辯論影響，導致多項由立法會財務委員會審議的工務工程出現延誤或及超支，發展局於2015年4月1日表示，過去一年因為立法會上的冗長辯論而減少了工務工程的推展；另外指出，27項於上年度提出的基本工程項目撥款申請，因為未能夠獲得立法會工務小組委員會或者立法會財務委員會審議，以致平均需要延誤半年才展開，項目費用增加約25億港元。發展局局長陳茂波指出，過去一年工務工程僅獲逾60億港元撥款，與過去數年每年獲數百億港元撥款大相逕庭，促請立法會加快審批，他又對於立法會工務小組委員會兩次反對蓮塘口岸的相關工程撥款申請感到可惜，指出發展局正研究如何再與立法會商議，以爭取支持。他繼續指出，工程部分標書有效期至今年年中屆滿，若然工程中斷，會對造價和社會造成很大影響。

## 爭議
部分泛民主派議員一直認為拉布只有在具爭議性法案推出時才可以實行（如23條立法），反對把所有政府提出的議案皆進行拉布，認為或會失去拉布原有的作用。但自雨傘革命後，泛民主派的議員開始以拉布作為對抗梁振英政權的一個手段。